# 휴스턴 크로니클

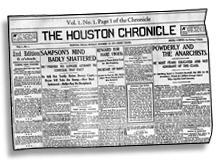

휴스턴 크로니클(Houston Chronicle)은 미국 텍사스주 휴스턴에서 발간되는 일간 신문이다. 발행 부수는 549,300부 이상으로 미국의 신문 중 10위에 해당한다. 뉴욕에 본부를 둔 허스트 코퍼레이션이 소유, 경영하고 있다.